# Howey-in-the-Hills
Howey-in-the-Hills – miasto w Stanach Zjednoczonych, w stanie Floryda, w hrabstwie Lake.